# Solla (Thurmansbang)
Solla ist ein Gemeindeteil der Gemeinde Thurmansbang im niederbayerischen Landkreis Freyung-Grafenau. Bis zum 31. Dezember 1971 bildete Solla eine selbstständige Gemeinde.

## Lage
Solla liegt im Bayerischen Wald fünf Kilometer nordwestlich von Thurmansbang am Rande des Sonnenwaldes in etwa 700 Metern Höhenlage am Südosthang des Berges Windhoch.

## Geschichte
Im Jahr 1152 wurde der Ort als „Salha“ (sal = Weide) in einer Urkunde von Kloster Osterhofen erstmals erwähnt. Richardis (Richkardis), die Witwe des Ritters Rudolf von Scharten, hinterließ ihren beträchtlichen Besitz bei Salha und Umgebung dem Kloster, um sich dort eine Begräbnisstätte zu sichern. 
Im Halser Salbuch vom Jahr 1395 werden sechs Güter in „Salach“ aufgeführt. Im Jahr 1700 wird „Sollach“ als der Hofmark Zenting grundbar bezeichnet. Erst am 10. August 1808 im Häuser- und Rustikalsteuerkataster des Landgerichts- und Rentamts Schönberg wird der Ort sowohl als „Sola“ als auch „Solla“ bezeichnet. In der Bayerischen Uraufnahme von 1827 sind für Solla insgesamt fünf Anwesen aufgeführt. 1850 brannte die Ortschaft ab.
Im Jahr 1953 wurde das Schullandheim eröffnet. Am 1. Januar 1972 kam im Rahmen der Gebietsreform in Bayern die Gemeinde Solla zu Thurmansbang. Solla hatte auch eine eigene Schule, die im Zuge der Landschulreform aufgelöst wurde.

## Besonderheiten und Sehenswürdigkeiten
- Feriendorf Solla. Das an einem Südwesthang gelegene Feriendorf bietet zwei verschiedene Typen Ferienhäuser mit einer Größe von 70 m² und 45 m². Alle Häuser sind ausgestattet mit Wohnzimmer, einem oder zwei Schlafzimmern, Diele, Bad, Balkon oder Terrasse.
- Elefantentreffen. In der Nähe von Solla beim kleinen Ort Loh, der auch durch den Wackelstein von Loh bekannt ist, findet alljährlich das Elefantentreffen statt, das weltweit älteste und größte Wintertreffen für Motorradfahrer.
- Stock-Car-Rennstrecke. Die Rennstrecke in Solla gehört dem SCC Solla. Die Bahn liegt in einer Talsohle, was für die Zuschauer einen Überblick über die gesamte Bahn mit sich bringt.
- Schartenkirchlein St. Michael. Es befindet sich etwa 750 Meter südwestlich von Solla auf einer Anhöhe, wo einst die Burg der Edlen von Scharten stand. Die ursprünglich romanische Kirche war möglicherweise die Burgkapelle. 1597 erhielt sie durch Abt Michael Vögele von Kloster Osterhofen ein gotisches Chorgewölbe, und der Turm wurde auf die Westseite versetzt. Auch die Kreuzigungsgruppe ist gotisch.
- Landschaftsschutzgebiet Wacholderheide. Am Schartenkirchlein  befindet sich das seit 1960 bestehende, 55 Hektar große Landschaftsschutzgebiet, das seinen Namen von der hier vorkommenden Wacholderbeständen hat.
- Aussichtskanzel Windhoch

## Vereine
- Windhochschützen Solla e. V., gegründet 1979, eingetragen 1981
- Freiwillige Feuerwehr Solla, gegründet 1879
- Frauenstammtisch Solla
- Männerstammtisch Solla
- Soldaten- und Reservistenverein Solla
- Motorradfreunde Solla
- StockCarClub Solla e. V., gegründet 1977, eingetragen 1978
- Eisstockclub Solla
- Jagdgenossen Solla
- Bauwagen-Freunde Solla, gegründet 2006